# تي جاي ديلاشاو
 تي جاي ديلاشاو (بالإنجليزية: T.J. Dillashaw) من مواليد 7 فبراير 1986 هو رياضي أمريكي محترف في فنون القتال المختلطة وهو بطل مرتين سابقا في بطولة القتال النهائي على وزن الديك. واعتبارًا من 20 سبتمبر 2021، المصنف رقم 2 في وزن Bantamweight.

## بداياته
وُلِد ديلاشاو في سونورا كاليفورنيا و ترعرع في أنجلس كامب.

## الحياة الشخصية
تزوج ديلاشاو من ريبيكا في يونيو 2014. و في أكتوبر 2015 غادر ديلاشاو فريق Alpha Male ونقل معسكره إلى دنفر، كولورادو، للتدريب مع مدربه دوين لودفيغ و هو مقاتل UFC السابق.

## البطولات و الإنجازات

### الفنون القتالية المختلطة
- 'بطولة القتال النهائي
  - بطل في وزن الديك (مرتين).[7]
  - ثلاثة مرات نجاح في الدفاع عن اللقب.
  - قتال الليل (ثلاث مرات) ضد رافائيل أسونساو، رينان باراو، دومينيك كروز.
  - أداء الليل (خمس مرات) ضد رينان باراو (2)، جو سوتو، كودي جاربرانت (2).[8]

## سجل الفنون القتالية المختلطة
| السجل المهني |        |         |
| 21 نزال      | 17 فوز | 4 خسارة |
| ضربة قاضية   | 8      | 2       |
| إخضاع        | 3      | 0       |
| قرار القضاة  | 6      | 2       |

المصدر:

## روابط خارجية
- تي جاي ديلاشاو على موقع يو إف سي (الإنجليزية)
- تي جاي ديلاشاو على موقع شيردوغ (الإنجليزية)
- تي جاي ديلاشاو على موقع Tapology.com (الإنجليزية)
- تي جاي ديلاشاو على موقع فايت ماتريكس (الإنجليزية)
- تي جاي ديلاشاو على موقع WrestlingData.com (الإنجليزية)